# 三八五流通
三八五流通株式会社（みやごりゅうつう、英: MiyagoRyutsu Co.,Ltd.）は、青森県八戸市に本社を置く運送会社である。運送業および関連事業の他、系列下に広範な事業を擁し、青森県南部地方の有力企業グループの一つとなっている。

## 概要
青森県下の三戸、八戸および五戸などを地盤とする地場零細の運送業者多数は、1940年（昭和15年）（八戸地区での少数社への統合整理）と1942年（昭和17年）の二次に渡って戦時統制により統合され、1942年の統合で地域一帯を版図とする南部貨物自動車（なんぶかもつじどうしゃ）が成立した。
戦後の統制緩和で1947年（昭和22年）に南部貨物自動車は6ブロックに分割され、うち3ブロックは速やかに独立した企業となったが、残り3ブロックは当面独立採算の営業所として発足した。このうち、八戸市地域の営業所として三八五営業所が業務を開始し、同営業所は1949年に改めて独立した企業の三八五貨物自動車運送（みやごかもつじどうしゃうんそう）として発足した。

## 沿革
- 1947年（昭和22年） - 南部貨物自動車株式会社三八五営業所（なんぶかもつじどうしゃみやごえいぎょうしょ）として業務開始。
- 1949年（昭和24年） - 三八五貨物自動車運送株式会社として発足。
- 1951年（昭和26年） - 八戸〜大館路線を開設して、県外初の免許を所得。
- 1955年（昭和30年） - 八戸〜東京路線の第一便を開始。
- 1959年（昭和34年） - 八戸〜室蘭の陸・海一貫輸送が就航。
- 1971年（昭和46年） - 航空貨物の取扱業務を開始。
- 1983年（昭和58年）
  - 引越業務の本格開始。
  - 宅配業務を開始。
- 1987年（昭和62年） - 貨物追跡オンラインを開始。
- 1988年（昭和63年） - 東京本社を開設する。
- 1989年（平成元年）
  - 通運事業を開始。
  - 栃木支店ターミナルを開設する。
- 1990年（平成2年） - 単身引越用「シングルパック」を開発。
- 1991年（平成3年） - 仙台流通センターを開設。
- 1992年（平成4年） - 久喜支店ターミナルを開設。
- 1993年（平成5年） - 山形流通センターを開設。
- 1994年（平成6年） - 所沢流通センターを開設。
- 1996年（平成8年） - 現在の社名に商号変更。
- 1998年（平成10年） - ホストコンピュータを代替。
- 1999年（平成11年）
  - 花北流通センターを開設。
  - 第二次商品追跡システムを導入。
  - 一般酒類小売業の免許を所得する。
- 2000年（平成12年）
  - オグラ物流センターを開設。
  - 秋田デイリー物流センターを開設。
- 2001年（平成13年）
  - 秋田南流通センターを開設。
  - 本社・八戸三沢統括支店の引越部門の引越輸送サービスに置いてISO 9001認証を所得。
- 2002年（平成14年）
  - 八戸冷蔵倉庫を開設。
  - 仙台南流通センターを開設。
  - 本社地区に置いてISO14001認証を所得。
- 2003年（平成15年） - 営業エリアに対応した6社を分割して設立。新体制で営業を始める。

## 地域別子会社
2003年に本体から営業エリア別に分社化して設立され、新体制で営業している。
- 青森三八五流通
- 秋田三八五流通
- 岩手三八五流通
- 東北三八五流通
- 北海道三八五流通
- 東京三八五流通

## グループ会社

### 貨物運輸部門
- 三八五通運
- 三八五エクスプレス
- 三八五ロジステックス
- 三八五トラフィック
- 三八五ライン
- 三八五トランスポート
- 日中連運サービス
- 平和運送

### 建設部門
- 三八五建設
- 八戸炭酸カルシウム工業
- 日産石材工業

### 観光部門
- 三八五タクシーグループ
  - 三八五交通（八戸・三沢）
  - 三八五観光タクシー（青森）
  - 三八五タクシー（東北）
  - 三八五観光ハイヤー（五戸）
- 三八五バス
- 三八五観光
- 三沢空港ターミナル
- 三八五オートリース

### 生活関連部門
- 三八五オートスクール八戸
- 三八五オートスクール三戸

### ホテル・食品部門
- 八戸パークホテル
- 三沢パークホテル
- 二戸パークホテル
- シティパークホテル八戸（三八五興業）
- 三八五フーズ

### 三八五グループの事業
- 六ヶ所保安サービス

### 車両・整備部門
- 三八五自動車整備工業
- 東北山田車体工業

## トラック
- 一部を除く引越センターの電話番号の下4桁は「0385」で統一されており、トラックには各営業所の電話番号が掲載されている。このため、トラックを見ればどこの営業所の所属かがわかる。

## コマーシャル
- 地元出身のソプラノ歌手小渡恵利子が「♪だいじょ〜ぶ〜」と歌うテレビコマーシャル（以下CM）は東北地方で1994年から放送されている。（2009年からはバイオリニストの寺沢希美も加わり現在に至る）このCMは関東地方でもテレビ朝日等で放送されており、JR中央線の新型電車E233系のトレインチャンネルでもインフォマーシャルが流れている。
- マスコットキャラクターは「グリーンぼうや」。「♪グリーンぼうやの三八五」としてサウンドロゴにも使用され、青森県初の「音商標」として登録された[1]。